# Brie-Comte-Robert
Brie-Comte-Robert es un municipio (commune) francés, situado en el departamento de Sena y Marne y en la región de Isla de Francia. Sus habitantes se llaman, en francés, Briards.

## Demografía
| 2 600 | 2 571 | 2 487 | 2 687 | 2 665 | 2 725 | 2 746 | 2 716 | 2 615 | 2 881 | 2 792 | 2 714 | 2 770 | 2 629 | 2 600 | 2 772 | 2 688 | 2 718 | 2 685 | 2 651 | 2 522 | 2 784 | 3 179 | 3 164 | 3 226 | 3 511 | 4 689 | 6 100 | 8 706 | 10 347 | 11 501 | 13 397 | 15 901 |
| Para los censos de 1962 a 1999 la población legal corresponde a la población sin duplicidades (Fuente: INSEE [Consultar]) |       |       |       |       |       |       |       |       |       |       |       |       |       |       |       |       |       |       |       |       |       |       |       |       |       |       |       |       |        |        |        |        |

## Historia
Es la antigua capital del Bría o Brie en francés.
En 1136, el rey Luis VI el Grande otorgó el señorío de Brie a su hijo Robert I. Éste hizo construir una primera torre, y a continuación añadió un torreón para proteger París (la ciudad se encuentra a 25 km de la capital).
- Castillo de Brie-Comte-Robert

## Geografía
Brie-Comte-Robert está situado en el borde de la meseta del Brie.
El Yerres bordea el territorio del municipio.

## Monumentos y lugares turísticos

### La Iglesia de Saint-Étienne
La iglesia fue erigida en memoria de Saint-Étienne, primer mártir cristiano. Es el emblema de la ciudad ya que desde su inmensa flecha de teja domina todo el cantón a kilómetros de distancia. Posee magníficas esculturas y gárgolas, así como su famosa vuelta. Probablemente fue construida por iniciativa de Roberto II de Dreux, y en 1349, acogió el matrimonio de Felipe VI de Valois con Blanca de Navarra. Su arquitectura ha evolucionado considerablemente con el paso de los siglos, particularmente debido a que sufrió importantes daños durante la Guerra de los Cien Años.

### El castillo
El castillo permaneció en la familia de Dreux hasta 1254, y luego pasó en la familia de Châtillon. Por dotes y herencias sucesivos, acabó en posesión de Margarita de Artois primero y a su hija Jeanne de Évreux después.
Jeanne de Évreux, que ostentaba la posesión por herencia, contrajo matrimonio con el último monarca capeto, Carlos IV el Hermoso. A la muerte de éste (1328), se benefició de cómodas rentas (al poseer numerosos feudos en Brie y en Champaña), que le permitieron dedicar sumas importantes al mantenimiento y la mejora de las posesiones que ostentaba por derecho propio, como era el caso de Brie-Conde-Robert. Mandó llevar a cabo importantes trabajos al castillo, como certifican sus cuentas conservadas a los Archivos nacionales.
El castillo se convirtió en una residencia de prestigio que todos los grandes señores del reino, particularmente los duques de Borgoña, no dudaron en utilizar. Así fue como, en 1349, acogió el matrimonio de Felipe VI de Valois y Blanca de Navarra Évreux, sobrina de la reina Jeanne.
La dama de Brie hizo, en particular, arreglar lujosamente la residencia señorial situada contra las cortinas suroeste, sureste y sobre todo noreste. Hizo construir una capilla dedicada a San Denis, juntado a la vuelta San Juan, y trazar extensos jardines. Jeanne de Evreux murió el castillo en 1371, a la edad de 69 años.
A finales del siglo XIV, el castillo pasó al ámbito real, luego a la familia de Orleans.

### El Hotel-Dieu
Antiguo lugar de descanso para los comerciantes y viajeros que acudían a los distintos mercados de la ciudad (y del Brie), se construyó probablemente en el siglo XIII. El monumento tiene una espléndida fachada de estilo gótico. También sirvió como residencia de enfermos primero, y de religiosas después.

## Personalidades
- Jean Nicot
- Arthur Chaussy
- Roger Lantenois